# Apple CarPlay
CarPlay je Appleov sustav koji omogućuje upravljanje iPhone 5 i novijim uređajima (s iOS inačicama 7.1 i novijim) pomoću upravljačke ploče automobila. Najavljen je na Appleovoj WWDC 2013 konferenciji kao iOS in the Car. Predstavljen je na Ženevskom moto showu u ožujku 2014., a prvi proizvođači automobila koji su ponudili automobile s podrškom za CarPlay su Ferrari, Mercedes-Benz i Volvo. iOS uređaj spaja se pomoću USB kabla na USB utor na upravljačkoj ploči automobila.

## Softver
CarPlay omogućuje pristup Appleovim aplikacijama kao što su Telefon, Glazba, Apple Maps, iMessage, iBooks i Podcasts, kao i aplikacijama razvijatelja treće strane -  iHeartRadio, At Bat, Spotify, CBS Radio, Rdio, Overcast, Audiobooks.com i Audible. Razvijatelji se moraju prijaviti kako bi razvijali aplikacije za CarPlay.

## Partneri proizvođači
Proizvođači automobila koji nude automobile s podrškom za Apple CarPlay su: Acura, Audi, BMW, Bentley, Buick, Cadillac, Chevrolet, Citroën, DS Automobiles, Ferrari, Ford, GMC, Holden, Honda, Hyundai, Kia, Lamborghini, Lincoln, Mercedes-Benz, Mitsubishi, Nissan, Opel, Peugeot, Porsche, SEAT, Škoda, Subaru, Suzuki, Vauxhall, Volkswagen i Volvo.
Proizvođači koji trenutno ne nude CarPlay automobile, ali planiraju su: Infiniti, Abarth, Alfa Romeo, Chrysler, Dodge, Fiat, Jeep, RAM Trucks, Jaguar, Land Rover, Mazda, Toyota.

## Vanjske poveznice
- Službene stranice